# Maurizio Anzeri
Maurizio Anzeri est un artiste contemporain italien.

## Biographie
Maurizio Anzeri est né en 1969 à Loano (Italie), il vit et travaille à Londres. il a suivi ses études à la Slade School of Fine Art de Londres. Son travail est caractérisé notamment par des broderies sur des photographies anciennes des années 1930 et 40 trouvées dans les marchés aux puces,,, suggérant ainsi un costume décalé ou bien la représentation d'une âme matérialisée qui trouvent à s'exprimer dans une convergence entre les temps passés et présents. Il réalise aussi des sculptures dont certaines à base de cheveux synthétiques.

## Expositions
Maurizio Anzeri a réalisé sept expositions personnelles et participé à plus de vingt expositions collectives. De plus ses œuvres sont exposées à la Saatchi Gallery de Londres et à la Galerie Rupert Pfab à Düsseldorf.